# Hrabstwo Cedar (Nebraska)

Położenie na mapie stanu.

Hrabstwo Cedar – hrabstwo w stanie Nebraska w USA. W 2010 roku jego populacja wynosiła 8,852 mieszkańców. Siedzibą stanu jest Hartington.

## Miasta
- Hartington
- Laurel
- Randolph

## CDP
- Aten
- Bow Valley

## Wioski
- Belden
- Coleridge
- Fordyce
- Magnet
- Obert
- St. Helena
- Wynot